# Ixaque
Ixaque ou Ishaque (em árabe:إسحاق ou إسحٰق - ʾIsḥāq) é reconhecido como profeta e mensageiro de Deus pelos muçulmanos, também é considerado o mesmo Isaac da Bíblia Hebraica. 
Como no Judaísmo e no Cristianismo, o Islã afirma que Ixaque (Isaac) era filho do patriarca e profeta Abraão e sua esposa Sara. 
Os muçulmanos têm Ixaque em profunda veneração porque acreditam que tanto Ixaque quanto seu meio-irmão mais velho, Ismael continuou o legado espiritual de seu pai por meio de sua pregação subsequente da mensagem de Deus após a morte de Abraão. 
Ixaque (Isaac) é mencionado em quinze passagens do Alcorão. Além de ser mencionado várias vezes no Alcorão, Isaac é considerado um dos profetas do Islã. 